# Wera Wassiljewna Sjatikowa
Wera Wassiljewna Sjatikowa (* 5. Mai 1974 in Kemerowo) ist eine ehemalige russische und belarussische Skilangläuferin.

## Werdegang
Sjatikowa debütierte im Januar 1998 in Kavgolovo im Weltcup und belegte dabei den 34. Platz über 10 km Freistil. Bei der Winter-Universiade 2001 in Zakopane gewann sie die Silbermedaille über 5 km Freistil und die Goldmedaille über 15 km Freistil. Ihre ersten Weltcuppunkte holte sie bei ihren zweiten Weltcupauftritt im März 2001 in Kavgolovo mit dem 14. Platz über 15 km Freistil. Dies war ebenfalls ihr bestes Einzelergebnis im Weltcup. Nachdem sie nach der Saison 2000/01 vom russischen Verband zum belarussischen Verband wechselte, kam sie in der Saison 2001/02 bei acht Teilnahmen im Weltcupeinzel, viermal in die Punkteränge und erreichte damit den 64. Platz im Gesamtweltcup. Ihre besten Resultate beim Saisonhöhepunkt den Olympischen Winterspielen 2002 in Salt Lake City waren der 17. Platz im 15-km-Massenstartrennen und der fünfte Rang mit der Staffel. In der folgenden Saison errang sie im Weltcup drei Platzierungen in den Punkterängen und erreichte damit den 58. Platz im Gesamtweltcup. Ihre besten Platzierungen bei den nordischen Skiweltmeisterschaften 2003 im Val di Fiemme waren der 12. Platz im 15-km-Massenstartrennen und der fünfte Rang mit der Staffel. In der Saison 2003/04 erreichte sie im Weltcup drei Resultate in den Punkterängen und den 58. Platz im Gesamtweltcup. Ab der Saison 2005/06 startete sie wieder für den russischen Verband. Sie trat in der Saison 2005/06 und 2006/07 bei nationalen Wettbewerben an und nahm ab der Saison 2007/08 bis zu ihrer letzten aktiven Saison 2012/13 vorwiegend am Eastern-Europe-Cup teil. Dabei errang sie zwei dritte Plätze und belegte in der Saison 2007/08 den achten Platz in der Gesamtwertung.

## Persönliches
Ihre Zwillingsschwester Natalja war ebenfalls Skilangläuferin.